# أوزفالدو هورتادو (لاعب كرة قدم)
أوزفالدو هورتادو (بالإسبانية: Osvaldo Hurtado Galleguillos) هو لاعب كرة قدم تشيلي، ولد في 2 نوفمبر 1957 في أريكا في تشيلي. شارك مع منتخب تشيلي لكرة القدم. أما مع النوادي، فقد لعب مع لاسيرينا ونادي أونيفرسيداد كاتوليكا ونادي أوهيجينس ونادي رويال شارلروا ونادي قادش ويونيون إسبانيولا.

## وصلات خارجية
- أوزفالدو هورتادو على موقع قاعدة بيانات كرة القدم.إي يو (الإنجليزية)
- أوزفالدو هورتادو على موقع ناشيونال فوتبول تيمز (الإنجليزية)
- أوزفالدو هورتادو على موقع عالم كرة القدم.نت (الإنجليزية)